# Phlyctocythere yatzui
Phlyctocythere yatzui is een mosselkreeftjessoort uit de familie van de Loxoconchidae. De wetenschappelijke naam van de soort is voor het eerst geldig gepubliceerd door Kajiyama.